# 包致和
包致和（?—?），贵州凱裡人，清朝政治人物、同進士出身。
乾隆四十五年（1780年）清高宗七旬庚子恩科進士，三甲九十名，官刑部主事。